# Rhacochelifer schawalleri
Espèce
Rhacochelifer schawalleri est une espèce de pseudoscorpions de la famille des Cheliferidae.

## Distribution
Cette espèce se rencontre en Azerbaïdjan et en Ukraine.

## Étymologie
Cette espèce est nommée en l'honneur de Wolfgang Schawaller.

## Publication originale
- Dashdamirov, 1999 : New records of false scorpions in the Caucasus (Arachnida: Pseudoscorpiones). Arthropoda Selecta, vol. 8, no 2, p. 79-87 (texte intégral).